# Франшес
Франшес (фр. Franchesse) насеље је и општина у централној Француској у региону Оверња, у департману Алије која припада префектури Мулен.
По подацима из 2011. године у општини је живело 451 становника, а густина насељености је износила 11,21 становника/km². Општина се простире на површини од 40,24 km². Налази се на средњој надморској висини од 319 метара (максималној 322 m, а минималној 204 m).

## Демографија
| 1962. | 1968. | 1975. | 1982. | 1990. | 1999. | 2011. |
| ----- | ----- | ----- | ----- | ----- | ----- | ----- |
| 624   | 675   | 552   | 539   | 532   | 451   | 451   |

График промене броја становника у току последњих година